# Yangwei
Yangwei (kinesiska: 羊尾, 羊尾镇) är en köping i Kina. Den ligger i provinsen Hubei, i den centrala delen av landet, omkring 460 kilometer nordväst om provinshuvudstaden Wuhan. Antalet invånare är 19 118. Befolkningen består av 9 122 kvinnor och 9 996 män. Barn under 15 år utgör 16,0 %, vuxna 15-64 år 74 %, och äldre över 65 år 9,0 %.
Runt Yangwei är det ganska tätbefolkat, med 144 invånare per kvadratkilometer. Närmaste större samhälle är Guanyin, 18,8 km nordost om Yangwei. I omgivningarna runt Yangwei växer i huvudsak blandskog.
Genomsnittlig årsnederbörd är 976 millimeter. Den regnigaste månaden är augusti, med i genomsnitt 160 mm nederbörd, och den torraste är januari, med 8 mm nederbörd.